# Wipfeld
Wipfeld település Németországban, azon belül Bajorországban. Lakosainak száma 1019 fő (2023. december 31.).

## Népesség
A település népessége az elmúlt években az alábbi módon változott:
| Lakosok száma | 781  | 1067 | 1152 | 1027 | 1097 | 1085 | 1067 | 1088 | 1024 | 1019 |
|               | 1875 | 1950 | 1975 | 1987 | 2012 | 2014 | 2016 | 2017 | 2021 | 2023 |

## Testvérvárosok
- Follina, Olaszország